# Гулянци (община)
Община Гулянци се намира в Северна България и е една от съставните общини на Област Плевен.

## География

### Географско положение, граници, големина
Общината е разположена в северната част на област Плевен. С площта си от 459,201 km2 заема 4-то място сред 11-те общините на областта, което съставлява 9,87% от територията на областта. Границите ѝ са следните:
- на изток – община Никопол;
- на юг – община Плевен;
- на югозапад и запад – община Долна Митрополия;
- на север – Румъния.

### Релеф, води
Преобладаващият релеф на общината е равнинен и слабо хълмист. Територията ѝ изцяло попада в Средната Дунавска равнина. На север, покрай река Дунав се простира обширната Чернополска низина (2-ра по големина крайдунавска низина в България), която обхваща 222 km2 от територията на общината. Нейната дължина от запад на изток е 25 km, а ширината ѝ варира между 6 и 8 km. Тук, на брега на река Дунав при 605-ия километър, североизточно от село Сомовит е и най-ниската точка на общината – 24 m н.в. Останалата част от общината е заета от хълмистите части на Средната Дунавска равнина. Южно от село Гиген се намира най-високата точка на община Гулянци – 223,7 m н.в.
В пределите на общината попада част от десния бряг на река Дунав от 605 до 639 km (километрите се броят от устието на реката). В крайните западна и източна част на Чернополската низина протичат най-долните течения на реките Искър (10 km) и Вит (13 km). Цялата Чернополска низина е набраздена от множество напоителни канали водещи началото си от двете реки.

## Население

### Етнически състав (2011)
Численост и дял на етническите групи според преброяването на населението през 2011 г.:
|                     | Численост | Дял (в %) |
| Общо                | 12 336    | 100,00    |
| Българи             | 10 116    | 82,0      |
| Турци               | 157       | 1,27      |
| Цигани              | 211       | 1,71      |
| Други               | 24        | 0,19      |
| Не се самоопределят | 27        | 0,22      |
| Неотговорили        | 1801      | 14,60     |

### Населени места
Общината има 12 населени места с общо население 9540 жители (към септември 2021).
| Населено място | Население (2021 г.) | Площ на землището km2 | Забележка (старо име) | Населено място | Население (2021 г.) | Площ на землището km2 | Забележка (старо име)           |
| -------------- | ------------------- | --------------------- | --------------------- | -------------- | ------------------- | --------------------- | ------------------------------- |
| Брест          | 1518                | 80,803                | Бряст                 | Искър          | 164                 | 23,752                | Геген махле, Гигенска махала    |
| Гиген          | 1530                | 65,605                |                       | Крета          | 211                 | 15,476                |                                 |
| Гулянци        | 2619                | 70,079                |                       | Ленково        | 344                 | 38,235                | Коприва, Сенково                |
| Долни Вит      | 405                 | 18,759                | Шамлиево              | Милковица      | 1386                | 46,559                | Гаурене, Гаврен                 |
| Дъбован        | 357                 | 34,543                | Черчелан              | Сомовит        | 445                 | 24,689                |                                 |
| Загражден      | 262                 | 29,135                | Мъгура, Курна могила  | Шияково        | 299                 | 11,566                |                                 |
|                |                     |                       |                       | ОБЩО           | 9540                | 459,201               | няма населени места без землища |

## Административно-териториални промени
- МЗ № 2820/обн. 14.08.1934 г. – преименува с. Гаурене на с. Гаврен;

– преименува с. Черчелан на с. Дъбован;
– преименува с. Мъгура (Курна могила) на с. Загражден;
- МЗ № 2736/обн. 27.04.1945 г. – преименува с. Гаврен на с. Милковица;
- Указ № 236/обн. 28.05.1950 г. – преименува с. Шамлиево на с. Долни Вит;

– преименува погрешно с. Коприва на с. Сенково;
- Указ № 546/обн. 15.09.1964 г. – признава с. Гулянци за с.гр.т. Гулянци;
- Указ № 960/обн. 4 януари 1966 г. – осъвременява името на с. Бряст на с. Брест;

– осъвременява името на с. Гиген махле на с. Гигенска махала;
– отстранява грешката в името на с. Сенково на с. Ленково;
- Указ № 1942/обн. 17.09.1974 г. – признава с.гр.т. Гулянци за гр. Гулянци;
- Указ № 1027/обн. 06.07.1979 г. – преименува с. Гигенска махала на с. Искър.

## Транспорт
През общината, от югозапад на североизток преминава участък от 17,4 km от трасето на жп линията гара Ясен – Черковица.
През общината преминават частично 3 пътя от Републиканската пътна мрежа на България с обща дължина 52,6 km:
- участък от 38,3 km от Републикански път II-11 (от km 174,6 до km 212,9);
- началния тучастък от 5,3 km от Републикански път III-118 (от km 0 до km 5,3);
- началния тучастък от 9 km от Републикански път III-1106 (от km 0 до km 9,0).

## Топографска карта
- Лист от карта K-35-1. Мащаб: 1 : 100 000.
- Лист от карта K-35-2. Мащаб: 1 : 100 000.
- Лист от карта K-35-13. Мащаб: 1 : 100 000.
- Лист от карта K-35-14. Мащаб: 1 : 100 000.